# San Fernando (Cebu)
San Fernando è una municipalità di seconda classe delle Filippine, situata nella Provincia di Cebu, nella Regione del Visayas Centrale.
La municipalità fa parte dell'Area metropolitana di Cebu.
San Fernando è formata da 21 baranggay:
- Balud
- Balungag
- Basak
- Bugho
- Cabatbatan
- Greenhills
- Ilaya
- Lantawan
- Liburon
- Magsico
- Panadtaran
- Pitalo
- Poblacion North
- Poblacion South
- San Isidro
- Sangat
- Tabionan
- Tananas
- Tinubdan
- Tonggo
- Tubod